# Gewehr

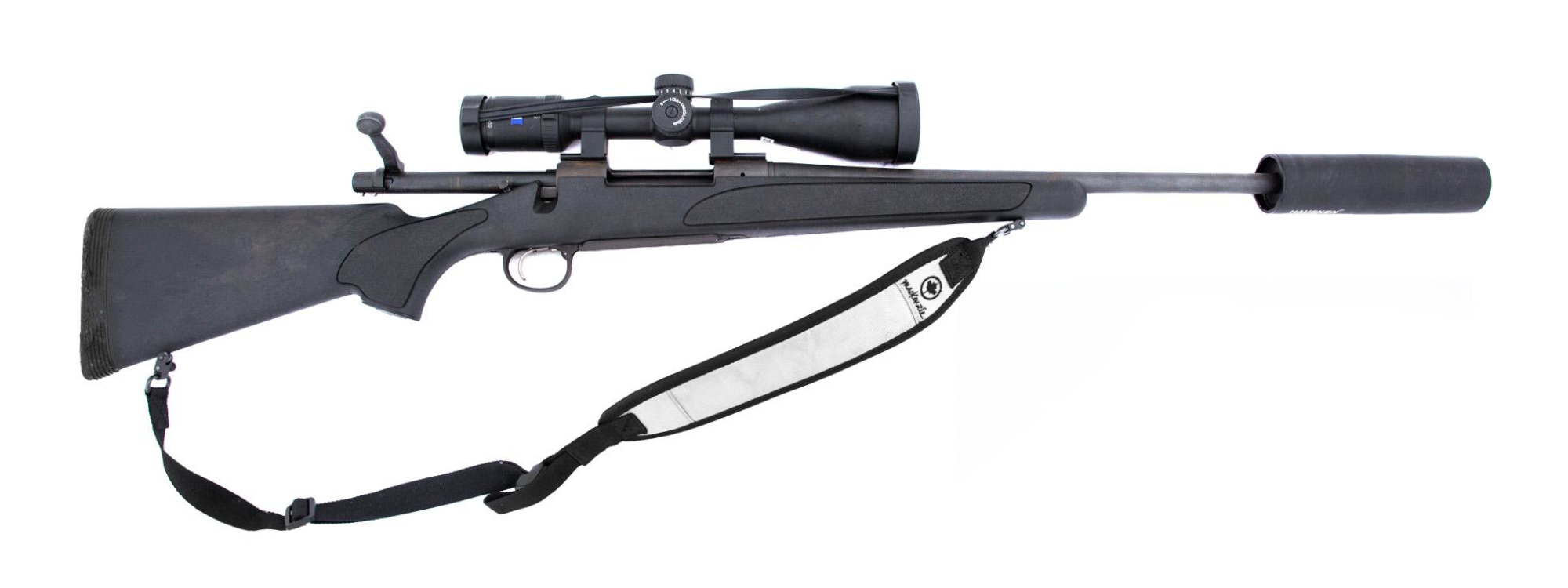
Remington Model 700 in .30-06 Springfield mit montiertem Zielfernrohr und Schalldämpfer – diese und andere vom Mauser System 98 abgeleitete Waffen zählen zu den am meisten produzierten und genutzten Gewehrtypen

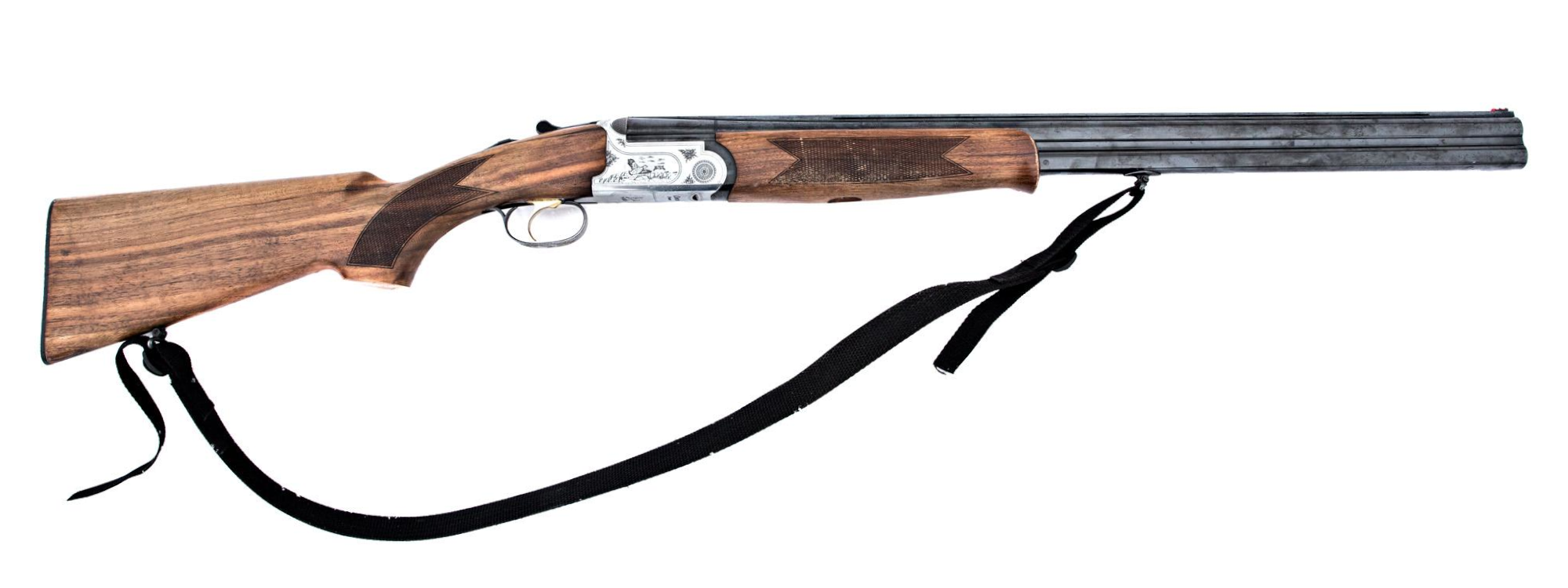
Klassische Bockflinte im Kaliber 12

Das Gewehr ist nach heutigem Sprachgebrauch eine zu den Handfeuerwaffen zählende Schusswaffe, die als Schulterwaffe (von der Schulter geschossen) mit zwei Händen zu bedienen ist. Das deutsche Waffenrecht definiert Gewehre mit Ausnahme der Luftgewehre als Langwaffen.
Gewehre mit gezogenem Lauf oder Polygonlauf werden als Büchsen bezeichnet, während solche mit glattem Laufinneren Flinten genannt werden. Weitere Unterscheidungen bestehen auf Grund der Bauweise, Ladeeinrichtung und Verwendung sowie im Sprachgebrauch.
Je nach örtlicher Gesetzgebung ist die sichere Aufbewahrung von Gewehren und deren Munition in einem verschlossenen Waffenschrank vorgeschrieben.

## Etymologie
Das Wort Gewehr stammt von dem althochdeutschen Wort weri ab, was so viel wie „Befestigung“ oder „Verteidigung“ bedeutet. Der ursprüngliche Sinn lebt in dem Wort Wehr („Staudamm“) weiter; vgl. auch Feuerwehr.
Durch Kollektivbildung entstand das Wort giweri und daraus das Sammelwort Gewehr, das schließlich im Militärwesen auf jegliche von einem Mann trag- und bedienbare Waffe (Trutzwaffen, aber auch Blankwaffen wie z. B. Schilde) übertragen wurde. Vor der Erfindung der Feuerwaffen beschrieb „Gewehr“ eine Waffe jeder Art.
Man unterschied dabei, je nach Trageweise, zwischen Obergewehr und Untergewehr. Zu den über der Schulter getragenen Obergewehren zählten z. B. Stangenwaffen, wie der Langspieß (Pike) und dessen gekürzte Version, der/das Sponton („Kurzgewehr“). Zum Obergewehr gehörten außerdem lange Feuerwaffen, wie Musketen und Arkebusen („Schießgewehr“). Als Untergewehr galten hingegen die an der Hüfte getragenen, meist in einer Scheide oder einem Futteral verstauten, sogenannten blanke Waffen für Stoß und Hieb, wie etwa Degen, Pallasche, Säbel, Faschinenmesser und Dolche. In der preußischen Kavallerie des 19. Jahrhunderts bedeutete der Befehl „Gewehr auf“ für die berittene Truppe das Blankziehen von Säbel oder Pallasch.
Später unterschied man das Feuer-Gewehr oder Schießgewehr (auch kleines Gewehr für die Handfeuerwaffen des Fußvolks im Gegensatz zum Geschütz) vom Seiten-Gewehr für die Blankwaffen. Der Begriff „Seitengewehr“ hat sich für das Bajonett erhalten.

## Geschichte

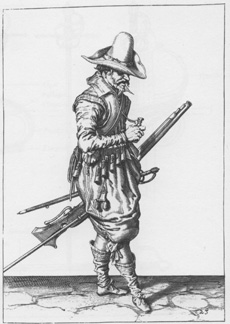
Arkebusier beim Laden seiner Waffe etwa Mitte des 17. Jahrhunderts

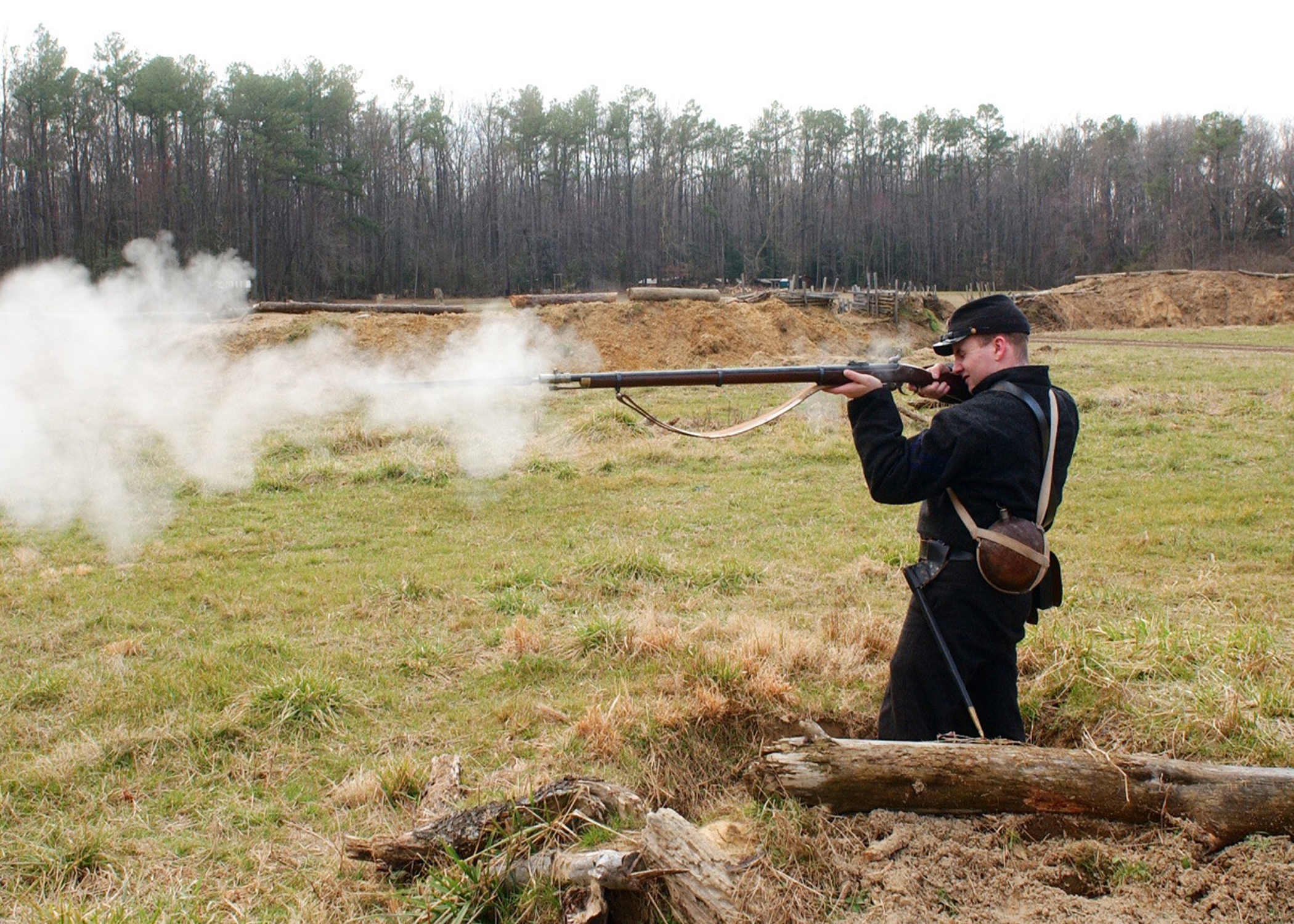
Unions-Infanterist aus der Zeit des amerikanischen Bürgerkriegs (Reenactor) beim Abfeuern seiner Muskete

Das Gewehr in der heutigen Form ist die Weiterentwicklung der Urform aller Feuerwaffen, des Handrohrs, das um ca. 1300 zum ersten Mal eingesetzt wurde. Ursprünglich bestand dieses aus einem gegossenen Metalllauf (vergleichbar mit einer kleinen Kanone) ohne jegliche Holzkomponenten (Schaft etc. fehlten noch komplett). Gezündet wurden diese Handrohre durch eine kleine Öffnung mittels einer Lunte.
Waren die ersten Handrohre noch sehr ungenau, so waren die Nachfolger in der Mitte des 16. Jahrhunderts bereits etwas genauer. Ein Nachfolger war die Hakenbüchse oder Arkebuse, die in Form und Aussehen dem uns bekannten Gewehr schon etwas näher kam. Meist hatten diese frühen Gewehre schon einen mechanischen Abzug und waren immer noch mit einem Luntenschloss ausgestattet. Aufgrund ihres hohen Gewichtes wurden die Hakenbüchsen normalerweise auf eine Gabel gestützt oder auf Mauern abgelegt und verfügten über einen Haken zum Abstützen der Waffe gegen den Rückstoß, woher sie auch ihren Namen bezogen.
Der größte Sprung in der Gewehrtechnologie war die Entwicklung des gezogenen Laufes.
Das Prinzip des gezogenen Laufs mit Zügen und Feldern wurde um 15. Jahrhundert im deutschsprachigen Raum entwickelt. Namentlich bekannt sind Gaspard Kollner aus Wien der um 1498 daran arbeitete. Der schraubenförmig gerillte Gewehrlauf, so wie er heutzutage Verwendung findet, wird Augustus Kotter aus Nürnberg 1520 zugeordnet. Mit gezogenen Läufen (Büchsen) konnte man deutlich weiter und vor allem präziser schießen. Dass der gezogene Lauf erst im 19. Jahrhundert Einzug in der regulären Infanterie hielt, lag an dem deutlich längerem Ladevorgang und an der teuren Herstellung von Vorderladerbüchsen.
Die Arkebuse wurde Ende des 16. Jahrhunderts von der Muskete abgelöst. Die Muskete wurde weiterentwickelt und setzte sich auf den Schlachtfeldern immer mehr durch. Den Erfindungen waren kaum Grenzen gesetzt und so wurde der Zündmechanismus immer weiter verbessert. Nach dem Luntenschloss wurden verschiedene Zündungen mit Feuersteinen entworfen, Radschloss, Schnapphahn und schließlich das Steinschloss, das die Waffe zu einer handlichen und vielseitig einsetzbaren Waffe machte. Durch die Zündung per Feuerstein, auch Flint genannt, setzte sich der Name Flinte durch.
Zu Beginn des 19. Jahrhunderts kam eine neue Zündung auf, das Perkussionsschloss. Das Zünden der Ladung durch ein Zündhütchen war nochmals ein großer Schritt zur sicheren und einfachen Handhabung. Waren die Vorgängermodelle noch sehr anfällig gegenüber Wind und Feuchtigkeit, so war das Zündhütchen gegen Witterungseinflüsse weitgehend unanfällig und sorgte für eine weitgehend sichere Zündung der Treibladung. Bis auf wenige Ausnahmen waren diese Gewehre Vorderlader.
Anfang des 19. Jahrhunderts wurden die ersten industriell hergestellten Hinterlader entwickelt, nachdem bereits im 15. Jahrhundert erste Gewehre mit Hinterladung entwickelt wurden, die jedoch aufgrund zahlreicher technischer Probleme noch keine weitere Verbreitung fanden. Das erste militärisch genutzte Hinterladergewehr war 1776 die Ferguson-Büchse. 1836 wurde schließlich in Deutschland das Dreyse-Zündnadelgewehr serienmäßig hergestellt, welches mit Papierpatronen geladen wurde. 1850 folgte die amerikanische Sharps Rifle.
Ab den 1850er Jahren erfolgte die industrielle Fertigung moderner Patronen mit Metallhülsen, die wiederum Einfluss auf die weitere Entwicklung der Gewehre hatte. Erst durch die moderne Metallpatrone war der Weg zur Entwicklung von Mehrladewaffen wie das ab 1860 hergestellte Henry-Gewehr, das noch eine Randfeuerpatrone verschoss und die später entwickelten Repetier- und Selbstladegewehre für Zentralfeuerpatronen von Browning, Mauser, Mannlicher, Winchester und anderen Konstrukteuren frei.

## Verwendung, Technik
Gewehre sind Handfeuerwaffen die wie Faustfeuerwaffen von einer Person getragen und verwendet werden können. Sie werden von der Schulter geschossen (Schulterwaffe), auf kurze Distanz können sie auch aus der Hüfte geschossen werden. Auf größere Distanz können sie zur Erhöhung der Schusspräzision aufgelegt werden, auf dem Markt sind auch Gewehre mit Vorder- oder Mittelstützen erhältlich.
Allgemein gelten Schulterwaffen mit einer Lauflänge von über 60 cm als Gewehr. Hinterladergewehre bestehen aus dem Lauf mit dem dahinterliegenden Patronenlager, auch Kammer genannt. Dahinter liegt der Verschluss, Repetierer sind zusätzlich mit einem Magazin ausgerüstet. Der Auslösemechanismus des Schusses wird als Schloss bezeichnet. Lauf, Verschluss und Schloss sind auf den Schaft mit Vorder- und Hinterschaft (Kolben) sowie Handschutz montiert. Die auf dem Lauf angebrachte Zielvorrichtung besteht aus Korn und Visier, zur Erhöhung der Schusspräzision kann auch ein Zielfernrohr oder Reflexvisier montiert werden. Kaliber, Treibladungsmenge im Verhältnis zum Geschossgewicht sowie Rohrlänge sind entscheidend für die Schusspräzision und die Wirkung im Ziel.

### Unterscheidungen

#### Unterscheidung nach Laufprofil
Gewehre werden aus technischer Sicht nach der Art und Beschaffenheit des Laufes unterschieden:
- Büchse

Gewehr mit gezogenem Lauf oder Polygonallauf. Diese helokoidale Führung im Lauf dient dazu, dem Geschoss einen Drall, respektive eine Rotation zur Stabilisierung der Flugbahn zu erteilen und ein Überschlagen des Geschosses zu verhindern.
- Flinte

Gewehr mit glattem Lauf zum Verschießen von Schrotpatronen und Flintenlaufgeschossen.
- Kombinierte Waffe, Büchsflinte,

Gewehr mit zwei oder mehreren glatten und gezogenen Läufen in unterschiedlichen Kombinationen und Anordnungen.

#### Unterscheidung nach Ladeeinrichtung
Gewehre werden aus technischer Sicht nach der Art der Ladeeinrichtung unterschieden:
- Vorderlader

Gewehr, das durch den Lauf von vorne geladen wird.
- Einzellader

Gewehr, das von hinten einzeln geladen wird.
- Mehrlader, auch Repetierer (dies trifft auch auf Flinten zu), Revolvergewehr.

Gewehr, das aus einem Magazin durch manuelle Betätigung des Lademechanismus (Repetieren) geladen und gespannt wird –
als Unterhebelrepetierer, Vorderschaftrepetierer, Kammerstängelrepetierer.
- Selbstladegewehr

Gewehr, das durch einen automatisierten Mechanismus geladen und gespannt wird (sog. Halbautomat).
- Maschinenkarabiner und Maschinengewehr

Gewehr, das durch einen automatisierten Mechanismus geladen, gespannt und abgefeuert wird (sog. Vollautomat).

#### Unterscheidung nach Bauweise
Gewehre werden auch nach Bauweise oder Schäftung unterschieden.
- Karabiner
- Kurzkarabiner
- Stutzen

#### Unterscheidung nach Verwendung
Gewehre werden unabhängig von technischen Unterscheidungsmerkmalen auch nach ihrer Verwendung unterschieden.
- Ordonnanzgewehr (Militärgewehr)
- Kavalleriekarabiner
- Scharfschützengewehr (Präzisionsgewehr)
- Dienstgewehr
- Matchgewehr
- Jagdgewehr

#### Unterscheidung nach Sprachgebrauch
Gewehre werden auch im allgemeinen Sprachgebrauch, unabhängig von technischen oder verwendungstechnischen Merkmalen unterschieden. Diese Pseudonyme sind zum großen Teil geschichtlich gewachsen und somit aus dem täglichen Sprachgebrauch nicht wegzudenken.
- „Kleinkalibergewehr“ ist als umgangssprachlicher Begriff etabliert, aber nicht technisch oder behördlich definiert.
- Sturmgewehr (veraltet: Maschinenkarabiner)
- Sportgewehr
- Flinte (Schrotgewehr)
- Vorderschaftrepetierflinte (Pump Gun)

## Waffenrechtliche Definitionen

### Deutschland
Das Waffengesetz definiert unter folgenden Voraussetzungen das Gewehr als Langwaffe:
- a) Lauf und Verschluss sind geschlossen (also schussbereit) mindestens 30 cm lang.
- b) die kürzeste bestimmungsgemäß verwendbare Gesamtlänge überschreitet 60 cm (Lauf, Verschluss und Schaft).

### Österreich
Das Waffengesetz 1996 unterteilt alle Schusswaffen in vier Schusswaffenkategorien:
- Kategorie A (verboten):

Kriegsmaterial, Vorderschaftrepetierflinten (sog. Pumpguns).
- Kategorie B (genehmigungspflichtig):

Faustfeuerwaffen (Pistolen, Revolver), Selbstladegewehre, Repetierflinten.
- Kategorie C (meldepflichtig):

Gewehre mit gezogenem Lauf (Büchsen), auch Kleinkaliber.
- Kategorie D (meldepflichtig):

Gewehre mit glattem Lauf (Flinten).
Es gibt keine gemeinsame Einstufung für alle Gewehre nach der Bauform, sondern eine funktionsbezogene Klassifizierung von Schusswaffen.

### Schweiz
Im Bundesgesetz über Waffen, Waffenzubehör und Munition (Waffengesetz, WG, 514.54) vom 12. Dez. 2008 gelten gemäß
- Art. 4. a, Geräte als Waffen, mit denen durch Treibladung Geschosse abgegeben werden können und die eine einzige Person bedienen und tragen kann.
- Gemäß Art. 8 sind diese der Waffenerwerbsscheinpflicht unterstellt.
- Gemäß Art. 10 können folgende Waffen ohne Waffenerwerbsschein erworben werden: Einschüssige und mehrläufige Jagdgewehre, Nachbildungen von einschüssigen Vorderladern, vom Bundesrat bestimmte Handrepetiergewehre, die im ausserdienstlichen und sportlichen Schießwesen eingesetzt werden. Ihr Erwerb ist der Vertrags- und Meldepflicht unterstellt.